# Kevin Costner
Pour les articles homonymes, voir Costner.
Kevin Costner [ˈkɛvɪn ˈkɑstnɚ] est un acteur, producteur, réalisateur et chanteur américain, né le 18 janvier 1955 à Lynwood, en Californie (États-Unis).
Il devient célèbre grâce au film policier Les Incorruptibles (1987). Il connaît la consécration comme réalisateur en 1990 avec le western Danse avec les loups, qui lui vaut l'Oscar de la meilleure réalisation et l'Oscar du meilleur film. Son succès continue, comme acteur, avec Robin des Bois, prince des voleurs (1991), JFK (1991), Bodyguard (1992), et Un monde parfait (1993) qui deviennent les films les plus marquants de sa carrière.
Il mène depuis quelques années une carrière musicale avec son groupe Kevin Costner and Modern West, qui l'affilie directement avec le courant americana, quelque part entre Tom Petty et John Mellencamp.

## Biographie
Kevin Michael Costner est né le 18 janvier 1955 dans une banlieue ouvrière de Los Angeles, son père était réparateur chez Edison et sa mère assistante sociale,. Il est issu d'une famille aux ancêtres anglais, écossais, gallois, irlandais et allemands,.
Il est élevé dans la foi chrétienne et chante dans la chorale de son église baptiste durant son enfance.
Après des études de mercatique, il trouve un emploi dans la publicité. Mais une rencontre inattendue avec Richard Burton dans un aéroport le pousse à changer de métier.

### Carrière d'acteur
La carrière de Kevin Costner connaît des débuts difficiles, mais sa patience sera peu à peu récompensée car il arrive à intégrer le casting de Silverado, son premier western (son genre de prédilection). Il connaît enfin le succès en incarnant Eliot Ness dans Les Incorruptibles de Brian De Palma, en 1987. Dès lors, il obtiendra des premiers rôles d'envergure caractérisés par un jeu toujours très retenu, épuré et sans fioriture, souligné par une voix posée.
En 1990, il entreprend de se lancer dans la réalisation, en adaptant le roman de son ami Michael Blake, Danse avec les loups. Il retrace l'histoire d'un officier de la guerre de Sécession muté dans un fort abandonné proche d'un village sioux ; un peuple dont il découvrira les valeurs et les vertus. Cette épopée humaniste remporte un succès impressionnant, couronné par sept oscars (dont celui du meilleur film).

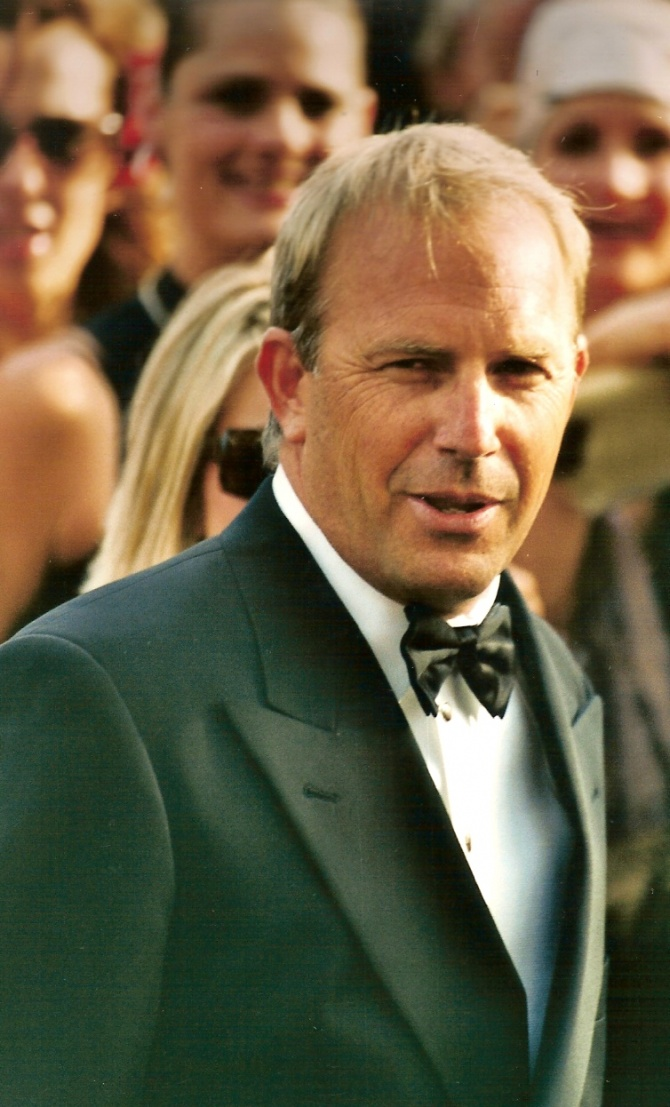
Kevin Costner au Festival de Cannes 2003.

Il incarne ensuite Robin des Bois dans Robin des Bois, prince des voleurs réalisé par son ami Kevin Reynolds. Il tourne également sous la direction d'Oliver Stone dans JFK, où il interprète Jim Garrison, le procureur qui a tenu un rôle important dans l’enquête autour de l'assassinat de John Fitzgerald Kennedy. Il enchaine avec le rôle d'un garde du corps d'une star de la chanson face à Whitney Houston, qui joue presque son propre rôle, dans le thriller romantique Bodyguard, puis Clint Eastwood lui offre le premier rôle de Un monde parfait, drame bouleversant où il interprète un truand prenant un enfant en otage. En 1994, il incarne Wyatt Earp dans le western du même nom de Lawrence Kasdan.
Il retrouve Kevin Reynolds pour la douloureuse expérience de Waterworld qui est un échec commercial et critique, pourtant avec un des budgets les plus importants de l'époque, soit 175 millions $. Son retour à la réalisation en 1997 avec la fable futuriste Postman ne rencontre pas le même succès que son premier long-métrage, de même que les autres films auxquels il participe.
Il revient en 1999 dans Une bouteille à la mer. Il est tiré du roman éponyme de Nicholas Sparks paru en 1998. Le film est un succès, en récoltant plus de 118 millions de dollars de recettes mondiales.
En 2002, il sort son troisième film comme réalisateur, Open Range, western dans la veine de Danse avec les loups, qui connut un succès modeste.
En 2007, il joue le rôle principal de Mr. Brooks où il incarne un homme d'affaires qui essaie d'être le meilleur homme en aimant sa famille, mais qui est addict au meurtre et est guidé par des pulsions violentes responsables de ses virées. Kevin Costner a révélé que le scénario de Mr. Brooks faisait partie des quatre parfaits scénarios qu'il avait lus.
Depuis, sa carrière s'est quelque peu essoufflée. En 2010, il se lance dans une tournée avec son groupe de musique country.
Dans les années 2010, sa carrière d'acteur se relance quelque peu : il est choisi pour incarner le père adoptif de Superman, Jonathan Kent, dans Man of Steel de Zack Snyder, sorti en 2013.
Il renoue cependant avec le succès à la télévision avec la mini-série Hatfields and McCoys, qui a réalisé un record d'audience sur le territoire américain, qui sera suivi par le succès au box-office de Man of Steel, qui totalise 648 millions de dollars de recettes, devenant le plus grand succès commercial de sa carrière. Sa prestation dans Hatfields and McCoys lui vaut de nombreuses récompenses dont un Emmy Award et un Golden Globe.
En 2014, il apparaît dans le film d'espionnage The Ryan Initiative, dans le rôle de Thomas Harper, un mentor pour le personnage titre de la série. La même année, il est à l'affiche du thriller 3 Days to Kill et du drame Draft Day, tout en produisant et en jouant dans Black or White, présenté au festival de Toronto.
En 2015, il incarne Jim White dans le film dramatique McFarland sur le cross-country. En 2016, il incarne le personnage d'Al Harrison, le superviseur du groupe de travail spatial de la NASA dans Les Figures de l'ombre.
En 2017, il joue aux côtés de Jessica Chastain dans le premier film du scénariste Aaron Sorkin, Le Grand Jeu. En 2018, il apparaît dans la série télévisée Yellowstone, marquant le premier rôle dans une série télévisée régulière de sa carrière.
En 2019, il incarne le rôle du Texas Ranger Frank Hamer dans le thriller biographique The Highwaymen narrant la traque de Bonnie et Clyde aux côtés de Woody Harrelson.
En 2022, il annonce son retour derrière la caméra pour un ambitieux western intitulé Horizon. Ce projet de longue date est présenté comme une longue saga de 10 heures découpée en quatre films. Kevin Costner y tient le rôle principal aux côtés de Sienna Miller, Sam Worthington, Jamie Campbell Bower, Luke Wilson, Jena Malone, Thomas Haden Church, Abbey Lee et Isabelle Fuhrman. Le premier chapitre est sélectionné en hors-compétition au festival de Cannes 2024. Il sort dans les salles américaines en juin 2024 et en France le 2 juillet. Le second chapitre devait sortir six semaines plus tard, mais la date du 16 août a été ajournée, pour laisser le temps à la première partie de trouver son public. Le tournage du 3e opus débute courant 2024.

### Carrière musicale

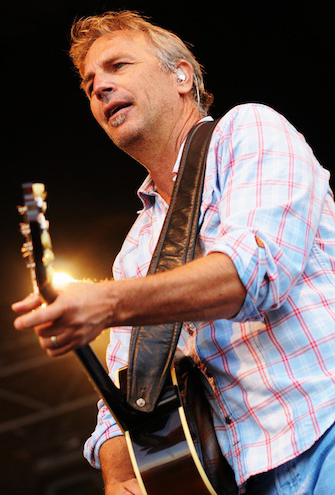
Kevin Costner sur scène en juillet 2010.

Sous l'influence de sa femme Christine, épousée en 2004, Kevin Costner lance un groupe de country-rock : « Kevin Costner & Modern West ». Il le constitue avec quelques anciens amis, John Coinman et Blair Forward, puis viennent s'ajouter Teddy Morgan, Park Chisolm, Larry Cobbs et Bobby Chang (ou Luke Bella dans certains concerts). Il sort son premier album, Untold Truths, le 11 novembre 2008 et celui-ci atteint la 61e place au Billboard Top Country Albums charts et la 35e au Top Heatseekers chart. Trois des douze chansons (Long Hot Night, Superman 14 et Backyard) deviennent des singles.
En février 2010, sort l'album Turn It On et le chanteur parcourt l'Europe pour en faire la promotion. Turn It On atteint l'Album Charts en Allemagne, en Autriche, en Suisse et en Grèce. La chanson Let Me Be The One, en duo avec Sara Beck devient un autre single.
Un troisième album, From Where I Stand, sort en septembre 2011. La chanson Let's Go Tonight en duo avec la chanteuse allemande Nena devient également un single.
Le 22 mai 2012, à titre d'album-compagnon à la mini-série Hatfields & McCoys où il joua le rôle de Devil Anse Hatfield, le groupe lance l'album Famous For Killing Each Other et atteint la 16e place au US Country Charts.
En mars 2013, le groupe enregistre de nouvelles chansons à Sunset Studio. Durant le tournage du film Draft Day en Ohio, Costner donne quelques spectacles et chante quelques-unes de ses nouvelles chansons, dont Love Is Everywhere et Stand Strong.

### Vie privée

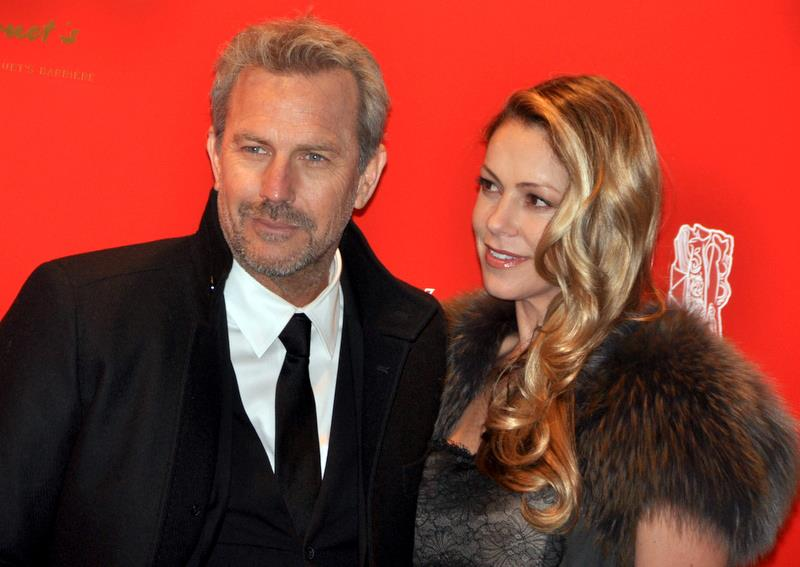
Kevin Costner en 2013 avec Christine Baumgartner.

Kevin Costner a été marié de 1978 à 1994 avec Cindy Silva avec qui il a eu trois enfants : Annie, Lily et Joe. De sa brève relation avec Bridget Rooney est né Liam.
Il est marié de 2004 à 2023 avec le mannequin et créatrice de sacs à main allemande Christine Baumgartner, rencontrée en 2000 et avec qui, il a trois enfants : Cayden, Hayes et Grace Avery. Ils se séparent en 2023 et divorcent en 2024.

### Convictions

#### Politique
Depuis 1992, Kevin Costner a soutenu différents candidats démocrates comme Al Gore ou Tom Daschle même s'il soutient aussi le républicain Phil Gramm depuis 1995. Il dit ne pas être intéressé par un poste politique : « Ma vie est suffisamment animée comme ça. »
En 2008, il soutient Barack Obama et l'accompagne dans plusieurs meetings au Colorado, où il possède une résidence. Il y encourage les jeunes à aller voter : « Ma génération n'a pas su améliorer le monde, c'est à vous de le faire maintenant. »

#### Environnement
À la suite de l'accident de la plateforme Deepwater Horizon, l'acteur a défendu le 9 juin 2010 au Congrès des États-Unis l'efficacité d'une machine capable de séparer l'eau de mer du pétrole brut et dans laquelle il a investi plus de 20 millions de dollars après avoir été choqué par la catastrophe de l'Exxon Valdez en 1989.
Il a expliqué avoir alors « décidé d'engager des ressources personnelles pour concevoir et confectionner un système pour nettoyer un milieu touché par une marée noire ». « Les choses commencent à changer et BP est sur le point de passer les premières commandes », a précisé l'acteur en réponse à une question d'un représentant. « Ils [les responsables de BP] ont reconnu qu'elle était efficace », a-t-il ajouté.

## Filmographie

### Acteur

#### Années 1980
- 1981 : Malibu Hot Summer (en) (Sizzle Beach, U.S.A.) de Richard Brander : John Logan
- 1982 : Les Croque-morts en folie (Night Shift) de Ron Howard : un universitaire
- 1982 : Frances de Graeme Clifford : Luther, l'homme de l'allée (non crédité)
- 1982 : Chasing Dreams de Therese Conte et Sean Roche : Ed
- 1983 : Ces enfants sont à moi ! (Table for Five) de Robert Lieberman : le jeune marié
- 1983 : Stacy's Knights de Jim Wilson : Will Bonner
- 1983 : Les Copains d'abord (The Big Chill) de Lawrence Kasdan : Alex (scènes coupées)
- 1983 : Le Dernier Testament (Testament) de Lynne Littman : Phil Pitkin
- 1984 : Shadows Run Black de Howard Heard : Jimmy Scott
- 1985 : Une bringue d'enfer (Fandango) de Kevin Reynolds : Gardner Barnes
- 1985 : Silverado de Lawrence Kasdan : Jake
- 1985 : Le Prix de l'exploit (American Flyers) de John Badham : Marcus Sommers
- 1985 : Histoires fantastiques (Amazing Stories) de Steven Spielberg : le capitaine (saison 1, épisode 5)
- 1987 : Les Incorruptibles (The Untouchables) de Brian De Palma : Eliot Ness
- 1987 : Sens unique (No Way Out) de Roger Donaldson : Tom Farrell
- 1988 : Duo à trois (Bull Durham) de Ron Shelton : Crash Davis
- 1989 : Jusqu'au bout du rêve (Field of Dreams) de Phil Alden Robinson : Ray Kinsella
- 1989 : Le Marchand d'armes (The Gunrunner) de Nardo Castillo : Ted

#### Années 1990
- 1990 : Vengeance (Revenge) de Tony Scott : Michael J. « Jay » Cochran
- 1990 : Danse avec les loups (Dances with Wolves) de Kevin Costner : lieutenant John Dunbar
- 1991 : Robin des Bois, prince des voleurs (Robin Hood: Prince of Thieves) de Kevin Reynolds : Robin de Locksley
- 1991 : JFK d'Oliver Stone : Jim Garrison
- 1991 : In Bed with Madonna (Madonna: Truth or Dare) d'Alek Keshishian : lui-même
- 1992 : Bodyguard de Mick Jackson : Frank Farmer
- 1993 : Un monde parfait (A Perfect World) de Clint Eastwood : Robert « Butch » Haynes
- 1994 : Wyatt Earp de Lawrence Kasdan : Wyatt Earp
- 1994 : A Century of Cinema de Caroline Thomas : lui-même
- 1994 : À chacun sa guerre (The War) de Jon Avnet : Stephen Simmons
- 1995 : Waterworld de Kevin Reynolds : Mariner
- 1996 : Tin Cup de Ron Shelton : Roy « Tin Cup » McAvoy
- 1997 : Postman de Kevin Costner : le facteur
- 1998 : Une bouteille à la mer (Message in a Bottle) de Luis Mandoki : Garret Blake
- 1999 : Pour l'amour du jeu (For Love of the Game) de Sam Raimi : Billy Chapel
- 1999 : Les Adversaires (Play It to the Bone) de Ron Shelton : Ringside Fan

#### Années 2000
- 2000 : Treize Jours (Thirteen Days) de Roger Donaldson : Kenny O'Donnell
- 2001 : The Road to Graceland (court métrage) de Brian Ash : Thomas J. Murphy (voix)
- 2001 : Destination: Graceland (3000 Miles to Graceland) de Demian Lichtenstein : Murphy
- 2002 : Apparitions (Dragonfly) de Tom Shadyac : Joe Darrow
- 2003 : Open Range de lui-même : Charley Waite
- 2005 : Les Bienfaits de la colère (The Upside of Anger) de Mike Binder : Denny Davies
- 2006 : La rumeur court… (Rumor Has It…) de Rob Reiner : Beau Burroughs
- 2006 : Coast Guards (The Guardian) d'Andrew Davis : Ben Randall
- 2007 : Mr. Brooks de Bruce A. Evans : Earl Brooks
- 2008 : Swing Vote : La Voix du cœur (Swing Vote) de Joshua Michael Stern : Bud Johnson
- 2009 : Instinct de survie (The New Daughter) de Luis Berdejo : John James

#### Années 2010
- 2011 : The Company Men de John Wells : Jack Dolan
- 2011 : Field of Dreams 2: Lockout (court métrage) d'Eric Appel (en) : Iowa Farmer's Dad
- 2012 : Hatfields and McCoys, téléfilm en trois parties de Kevin Reynolds : Anse Hatfields
- 2013 : Man of Steel de Zack Snyder : Jonathan Kent
- 2013 : The Ryan Initiative (Jack Ryan: Shadow Recruit) de Kenneth Branagh : William Harper
- 2014 : 3 Days to Kill de McG : Ethan Runner
- 2014 : Le Pari (Draft Day) d'Ivan Reitman : Sonny Weaver Jr.
- 2014 : Black or White de Mike Binder : Eliott Anderson
- 2015 : McFarland de Niki Caro : Jim White
- 2016 : Batman v Superman : L'Aube de la justice de Zack Snyder : Jonathan Kent
- 2016 : Criminal : Un espion dans la tête (Criminal) d'Ariel Vromen : Jericho Stewart
- 2017 : Les Figures de l'ombre (Hidden Figures) de Theodore Melfi : Al Harrison
- 2017 : Le Grand Jeu (Molly's Game) d'Aaron Sorkin : Larry Bloom
- 2018 - 2024 : Yellowstone, série télévisée de Taylor Sheridan : John Dutton
- 2019 : The Highwaymen de John Lee Hancock : Frank Hamer

#### Années 2020
- 2020 : L'Un des nôtres (Let Him Go) de Thomas Bezucha : George Blackledge
- 2024 : Horizon : Une saga américaine, chapitre 1 (Horizon: An American Saga – Chapter 1) de lui-même : Hayes Ellison
- 2025 : Horizon : Une saga américaine, chapitre 2 (Horizon: An American Saga – Chapter 2) de lui-même : Hayes Ellison
- 2026 : Horizon : Une saga américaine, chapitre 3 (en) (Horizon: An American Saga – Chapter 3) de lui-même : Hayes Ellison

### Télévision
- 1985 : Amazing Stories : Capitaine : Épisode "La Mission"
- 1990 : The Earth Day Special : Barman
- 1992 : Oliver Stone : Inside Out : Téléfilm : Lui-même
- 1995 : Présentateur et animateur de 500 Nations, documentaire en 8 parties
- 2012 : Hatfields and McCoys Devil Anse Hatfield ; également producteur
- 2018-2024 : Yellowstone : John Dutton ; également producteur exécutif

### Producteur / producteur délégué
- 1990 : Vengeance (Revenge)
- 1990 : Danse avec les loups (Dances with Wolves) de lui-même
- 1992 : Bodyguard de Mick Jackson
- 1994 : Rapa Nui de Kevin Reynolds
- 1994 : Wyatt Earp de Lawrence Kasdan
- 1995 : Waterworld de Kevin Reynolds
- 1997 : Postman (The Postman) de Kevin Costner
- 1998 : Une bouteille à la mer de Luis Mandoki
- 2002 : Open Range de Kevin Costner
- 2007 : Mr. Brooks de Bruce A. Evans
- 2008 : Swing Vote : La Voix du cœur (Swing Vote) de Joshua Michael Stern
- 2012 : Hatfields and McCoys (téléfilm en trois parties) de Kevin Reynolds
- 2020 : L'Un des nôtres (Let Him Go) de Thomas Bezucha
- 2024 : Horizon : Une saga américaine, chapitre 1 (Horizon: An American Saga – Chapter 1) de lui-même
- 2025 : Horizon : Une saga américaine, chapitre 2 (Horizon: An American Saga – Chapter 2) de lui-même
- 2026 : Horizon : Une saga américaine, chapitre 3 (en) (Horizon: An American Saga – Chapter 3) de lui-même

### Réalisateur
- 1990 : Danse avec les loups (Dances with Wolves)
- 1997 : Postman (The Postman)
- 2003 : Open Range
- 2024 : Horizon : Une saga américaine, chapitre 1 (Horizon: An American Saga – Chapter 1)
- 2025 : Horizon : Une saga américaine, chapitre 2 (Horizon: An American Saga – Chapter 2)
- 2026 : Horizon : Une saga américaine, chapitre 3 (en) (Horizon: An American Saga – Chapter 3)

## Discographie

### Compositeur et interprète avec Modern West
- 2009 : Untold Truths
- 2010 : Turn It On
- 2011 : From Where I Stand
- 2020 : Tales from Yellowstone

## Distinctions

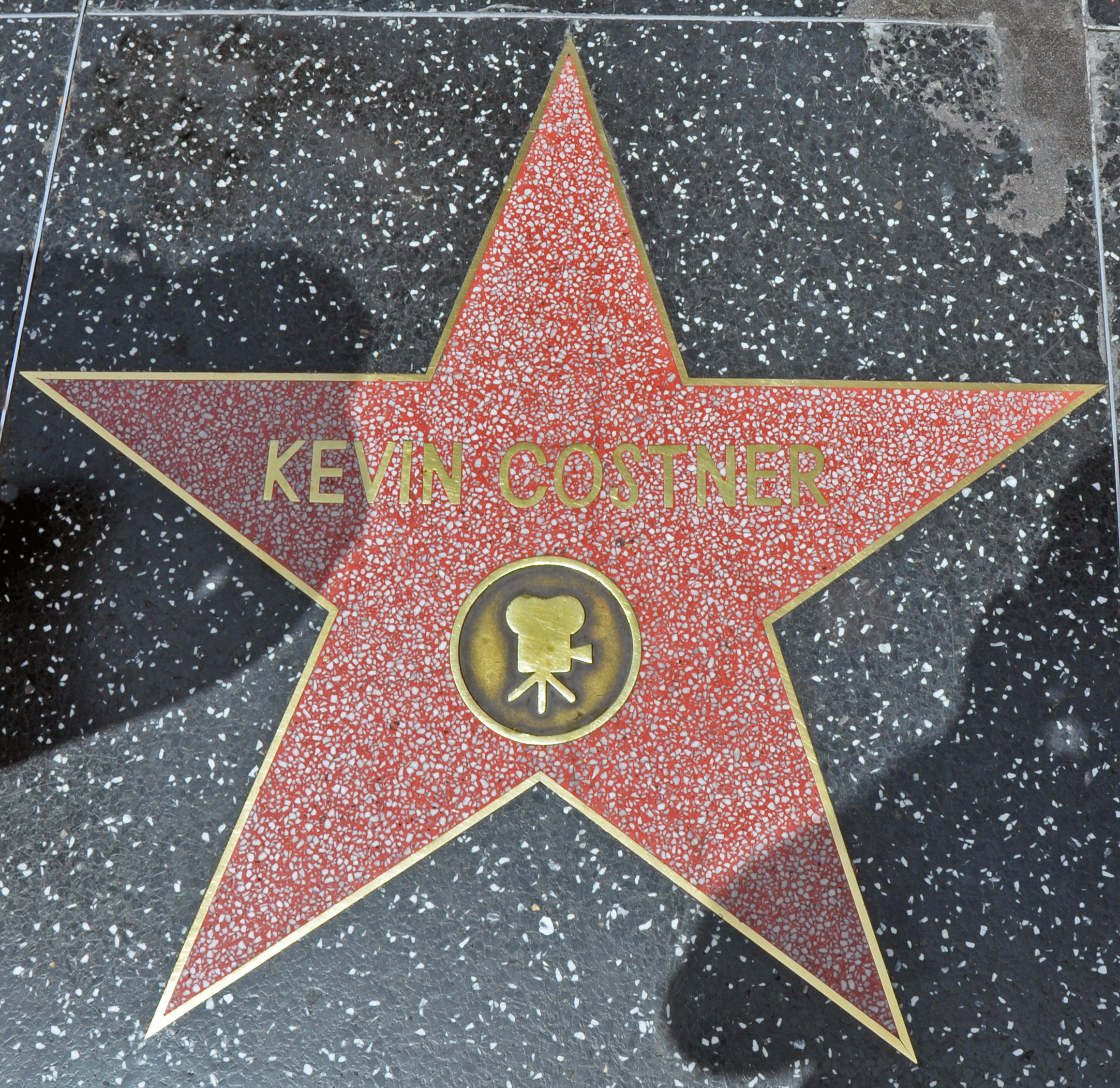
L'étoile de Kevin Costner sur le Walk of Fame d'Hollywood.

### Récompenses
- Golden Apple Awards 1988 : Prix Golden Apple
- 1990 : Prix de l'Homme de l'année au Hasty Pudding Theatricals
- National Board of Review 1990 : Meilleur réalisateur et meilleur film pour Danse avec les loups
- Golden Globes 1991 : Meilleur film dramatique et Meilleur réalisateur pour Danse avec les loups
- Oscars 1991 : Meilleur réalisateur, Meilleur film partagé avec Jim Wilson pour Danse avec les loups
- Western Heritage Awards 1991 : meilleur film théâtral pour Danse avec les loups
- Directors Guild of America Awards 1991 : meilleure réalisation exceptionnelle pour Danse avec les loups
- Guild of German Art House Cinemas 1992 : meilleur film étranger pour Danse avec les loups
- Robert Festival du meilleur film étranger 1992 : meilleur film étranger pour Danse avec les loups
- Kinema Junpo Awards 1992 : meilleur film étranger pour Danse avec les loups
- Mainichi Film Concours 1992 : meilleur film étranger pour Danse avec les loups
- People's Choice Awards 1992 : acteur préféré dans un film dramatique
- People's Choice Awards 1993 : acteur préféré dans un film dramatique
- Prix Golden Apple 1998 : meilleur film international pour Postman et Waterworld
- Western Heritage Awards 2004 : Bronze Wrangler du meilleur film théâtral pour Open Range
- Festival international du film de Palm Springs 2004 : Prix pour l'ensemble de sa carrière et meilleur acteur dans un second rôle pour Les Bienfaits de la colère
- San Francisco Film Critics Circle 2005 : meilleur acteur dans un second-rôle pour Les Bienfaits de la colère
- Primetime Emmy Awards 2012 : Primetime Emmy Award du meilleur acteur dans une mini-série ou un téléfilm pour Hatfields and McCoys
- César 2013 : César d'honneur pour l'ensemble de sa carrière
- Golden Globes 2013 : Golden Globe du meilleur acteur dans une mini-série ou un téléfilm pour Hatfields and McCoys
- Festival de télévision de Monte-Carlo 2013 : meilleur acteur dans une mini-série ou un téléfilm pour Hatfields and McCoys
- Producers Guild of America Awards 2013 : meilleur réalisateur dans une mini-série ou un téléfilm pour Hatfields and McCoys
- Satellite Awards 2013 : meilleur acteur dans un téléfilm ou dans une minisérie pour Hatfields and McCoys
- Screen Actors Guild Awards 2013 : Screen Actors Guild Award du meilleur acteur dans un téléfilm ou dans une minisérie pour Hatfields and McCoys
- Critics' Choice Movie Awards 2015 : Lifetime Achievement Award
- Golden Globes 2023 : Golden Globe du meilleur acteur dans une série dramatique pour Yellowstone

### Nominations
- Los Angeles Film Critics Association Awards 1990 : meilleure réalisation et meilleur film pour Danse avec les loups
- Producers Guild of America Awards 1990 : meilleur film partagé avec Jim Wilson pour Danse avec les loups
- Oscars 1991 : Meilleur acteur pour Danse avec les loups
- Chicago Film Critics Association Awards 1991 : meilleur acteur, meilleure réalisation pour Danse avec les loups
- David di Donatello Awards 1991 : meilleur acteur, meilleur film étranger pour Danse avec les loups
- BAFA 1992 : Meilleur film partagé avec Jim Wilson, Meilleur réalisateur, Meilleur acteur pour Danse avec les loups
- Saturn Awards 1992 : meilleur acteur pour Robin des Bois, prince des voleurs
- César 1992 : César du meilleur film étranger pour Danse avec les loups
- Golden Globes 1992 : Golden Globe du meilleur acteur dans un film dramatique pour JFK
- MTV Movie Award 1992 : acteur le plus désirable, meilleur duo partagé avec Morgan Freeman, meilleur acteur pour Robin des Bois, prince des voleurs
- MTV Movie Award 1993 : meilleur acteur, meilleur duo partagé avec Whitney Houston et acteur le plus désirable pour Bodyguard
- Golden Globes 1997 : Meilleur acteur dans un film musical ou une comédie pour Tin Cup
- Saturn Awards 1998 : Saturn Award du meilleur acteur pour Postman
- Blockbuster Entertainment Awards 2000 : meilleur acteur pour Une bouteille à la mer
- Satellite Awards 2005 : Meilleur acteur dans un film musical ou une comédie pour Les Bienfaits de la colère

### Décorations
- Officier de l'ordre des Arts et des Lettres (France, 2024)[18]

## Voix francophones

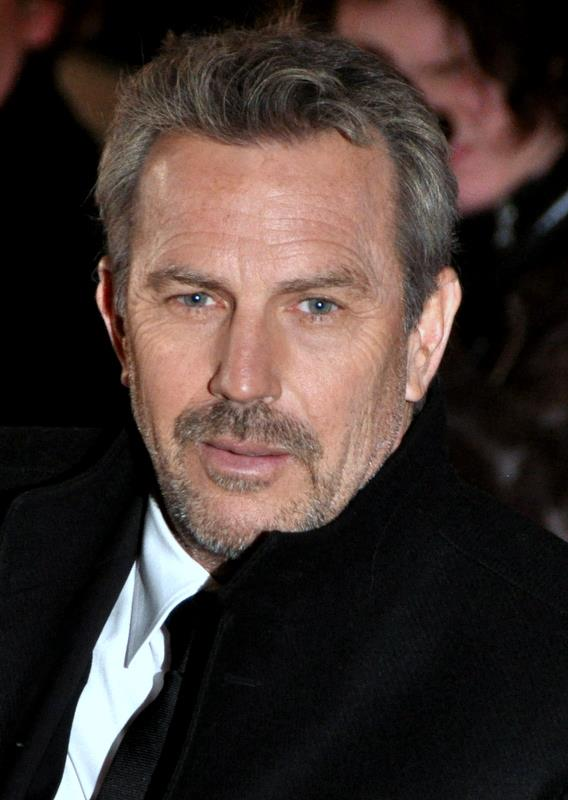
Kevin Costner à la des César en 2013.

En version française, plusieurs comédiens alternent le doublage de Kevin Costner dans les années 1980 jusqu'au début des années 1990. Patrick Poivey le double à trois reprises entre 1987 et 1989 dans Sens unique, Duo à trois et Jusqu'au bout du rêve tandis qu'il est doublé à deux reprises chacun par Hervé Bellon en 1985 dans Une bringue d'enfer et en 1987 dans Les Incorruptibles ainsi que par Michel Papineschi en 1990 dans Vengeance et en 1991 dans In Bed with Madonna. Enfin, Jean Barney le double dans Le Dernier Testament, Yves-Marie Maurin dans Le Marchand d'armes, Jacques Frantz dans Histoires fantastiques, Dominique Collignon-Maurin dans Silverado et Jean-Marie Winling dans Danse avec les loups.
Bernard Lanneau le double pour la première fois en 1991 dans Robin des Bois, prince des voleurs et le reprend la même année dans JFK. Par la suite, il devient sa voix dans la quasi-totalité de ses apparitions, l'ayant doublé dans plus d'une trentaine d'œuvres en 2022. Il le double notamment dans Bodyguard, Un monde parfait, Wyatt Earp, Une bouteille à la mer, Open Range, The Company Men, Hatfields and McCoys, l'univers cinématographique DC, Le Grand Jeu, Yellowstone ou encore The Highwaymen. En parallèle, Gabriel Le Doze le double entre 1994 et 1999 dans À chacun sa guerre, Waterworld et Pour l'amour du jeu tandis que Franck Dacquin le double en 2015 dans McFarland.
En version québécoise, il est principalement doublé par Marc Bellier, qui est sa voix dans Le champ des rêves, Il danse avec les loups, JFK, Le garde du corps, Un monde idéal, Wyatt Earp, Le facteur, Une bouteille à la mer, L'Ouest sauvage, Le gardien, Monsieur Brooks, L'homme d'acier, Jack Ryan : Recrue dans l'ombre, Man of Steel, Les Figures de l'ombre ou encore Le Grand Jeu. Cependant, il est également doublé par Mario Desmarais dans Le Prix de l'exploit et par Alain Zouvi dans Robin des Bois, prince des voleurs.